# أريك لينكليتر
أريك لينكليتر (بالإنجليزية: Eric Linklater)‏‏ (8 مارس 1899 - 7 نوفمبر 1974 في أبردين) كاتب، ومؤرخ، وصحفي، وكاتب سير ذاتية، وكاتب سيناريو، وسياسي، وروائي من المملكة المتحدة.

## الجوائز
- Carnegie Medal for Writing [الإنجليزية]‏
- زمالة الجمعية الملكية لإدنبرة

## روابط خارجية
- أريك لينكليتر على موقع IMDb (الإنجليزية)
- أريك لينكليتر على موقع الموسوعة البريطانية (الإنجليزية)
- أريك لينكليتر على موقع أول موفي (الإنجليزية)
- أريك لينكليتر على موقع قاعدة بيانات الأفلام السويدية (السويدية)
- أريك لينكليتر على موقع قاعدة بيانات الفيلم (الإنجليزية)